# Noc księżycowa (obraz Józefa Chełmońskiego, 1876)
Noc księżycowa (Wyjazd na polowanie, Trójka) – obraz olejny autorstwa Józefa Chełmońskiego, namalowany w 1876 roku.

## Historia
Obraz powstawał w pracowni Józefa Chełmońskiego u Cypriana Godebskiego w Neuilly oraz w Paryżu, przy Boulevard de Clichy 11 w 1876 roku. Został namalowany na życzenie marszanda – nabył go Adolphe Goupil za 6000 franków jeszcze przed ukończeniem obrazu 16 listopada 1876 roku. Tenże marszand uważał, że od czasów Gericault, nikt z taką siłą koni nie traktował. Tego samego dnia nabył go C. Tapan. Dalsze dzieje obrazu nie są wiadome, był on znany badaczom jedynie z fotografii. Dzieło znaleziono w instytucie edukacyjnym w Stanach Zjednoczonych w stanie Massachusetts wiosną 2016 roku; zostało ono przekazane do Domu Aukcyjnego SKINNER w Bostonie, gdzie zostało wystawione na aukcji 16 maja 2016 roku i kupione przez polskiego kolekcjonera za około 135 000 dolarów (estymacja domu aukcyjnego wynosiła 4–6 tys. dolarów). Obraz został następnie wylicytowany za 2 135 800 zł w 2017 roku w domu aukcyjnym Agra-Art.
Praca była prezentowana w Domu Pracy Twórczej w pałacu w Radziejowicach w 2017 roku.

## Charakterystyka
Obraz został namalowany techniką olejną na płótnie o wymiarach 132 × 186,5 cm. Sygnowany w prawym dolnym rogu: JOZEF CHELMONSKI PARIS | 1876; sygnatura jest częściowo wykruszona. Zaprezentowany w nokturnie motyw pochodzi z wyjazdu artysty na Ukrainę, do majątku Łychaczycha. Scena jest ukazana lekko od góry. Obraz przedstawia wieś nocą, przez środek przebiega zaśnieżona droga, którą jadą sanie myśliwskie z dwoma młodymi mężczyznami (jeden powozi, a drugi trzyma strzelbę), ciągnięte przez trzy konie: karego i tarantowatego przy dyszlu oraz karego konia orczykowego. Z końskich nozdrzy wydobywają się gęste kłęby pary, co sugeruje mroźną noc. Elementy końskiej uprzęży zdobią mosiężne ćwieki oraz kółka, a na końskich szyjach zawieszone są bałabony (rodzaj dzwonków). Scena jest oświetlona blaskiem Księżyca; na niebie widać gwiazdy. Na obrazie ukazanych jest kilka psów: trzy z nich, w tym jeden szczeniak, siedzą na saniach, jeden łaciaty pies został przywiązany do kłonicy, a koło sań idą dwa charty oraz kundel. Z lewej strony znajduje się stróż z fajką i z kundlem na smyczy, w psich oczach odbija się światło. W głębi znajduje się chata, z której okien dobiega pomarańczowe światło.

## Galeria

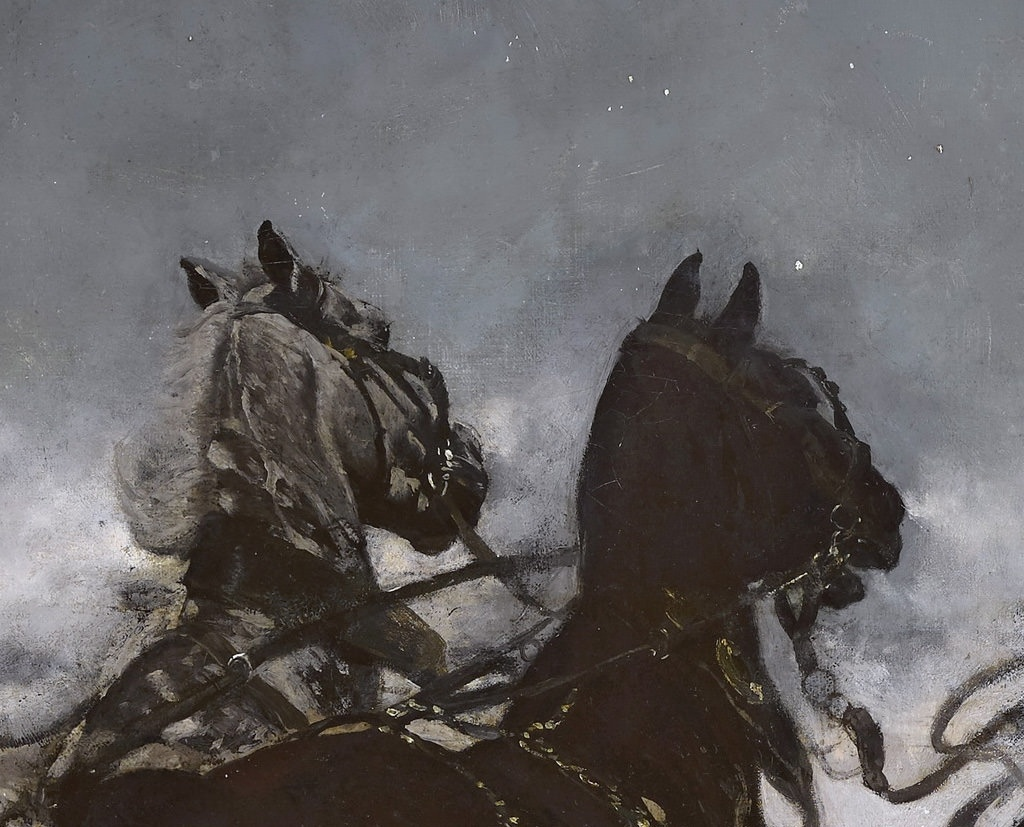
Głowy koni
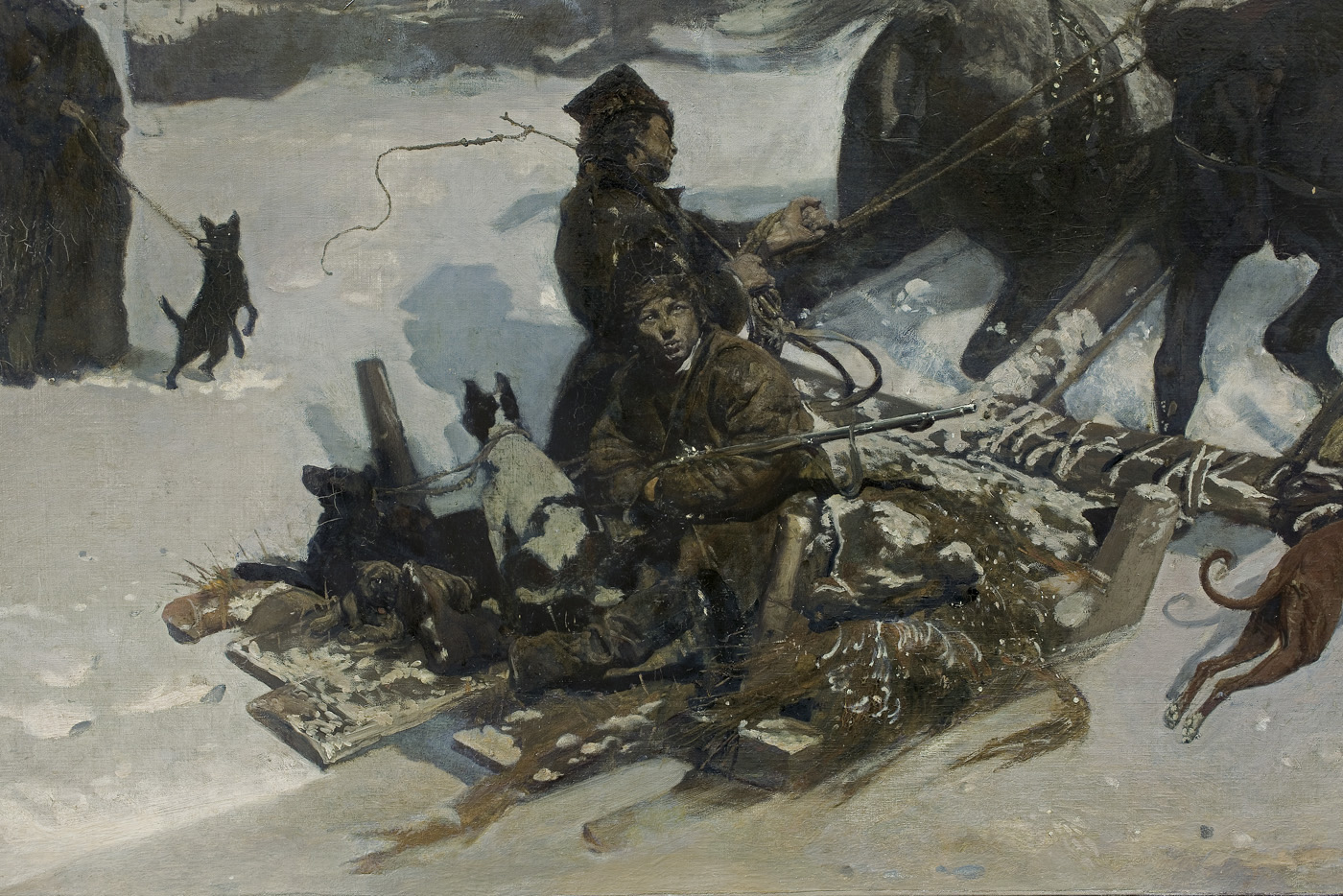
Młodzi mężczyźni na saniach
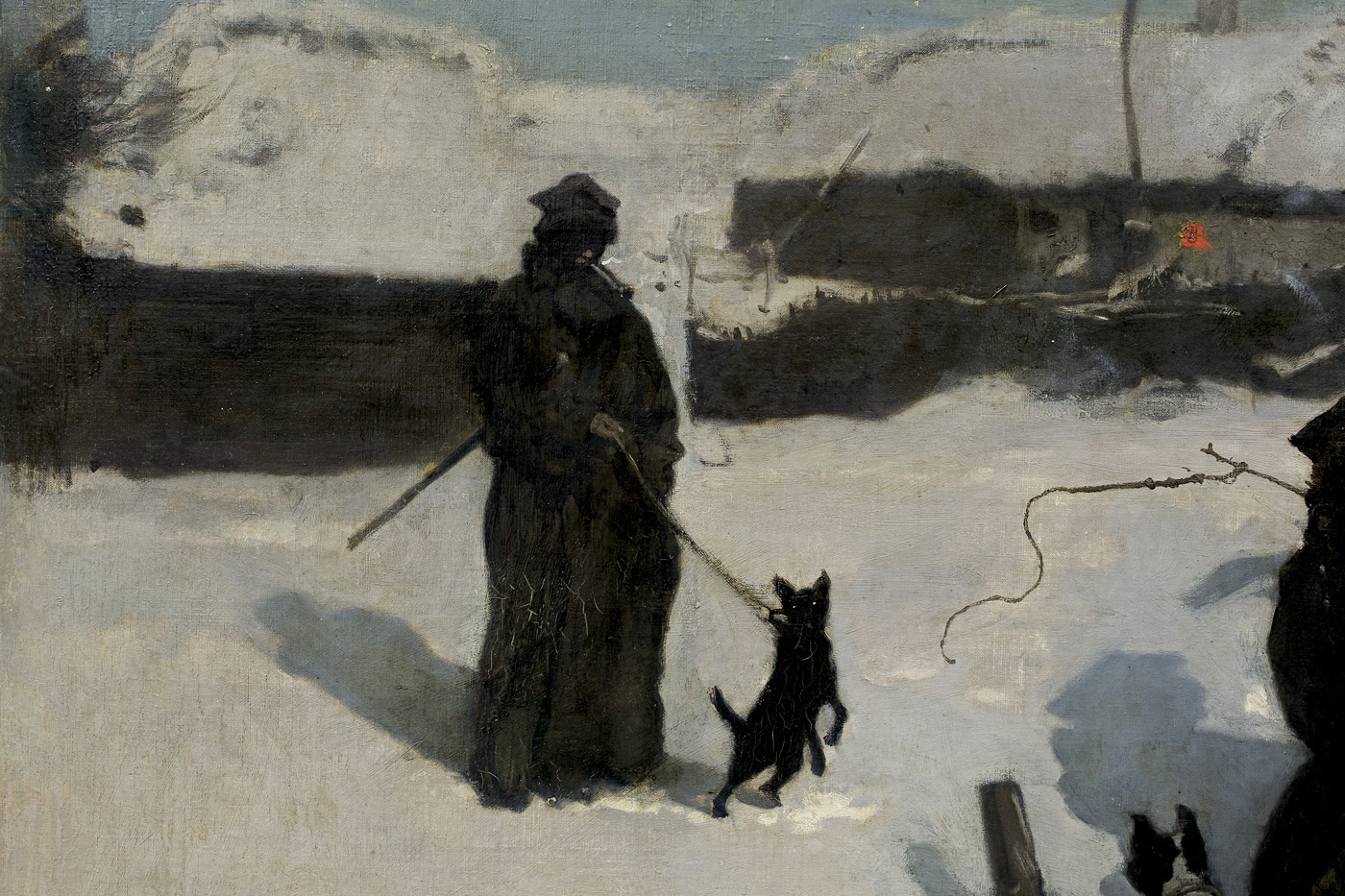
Stróż z psem
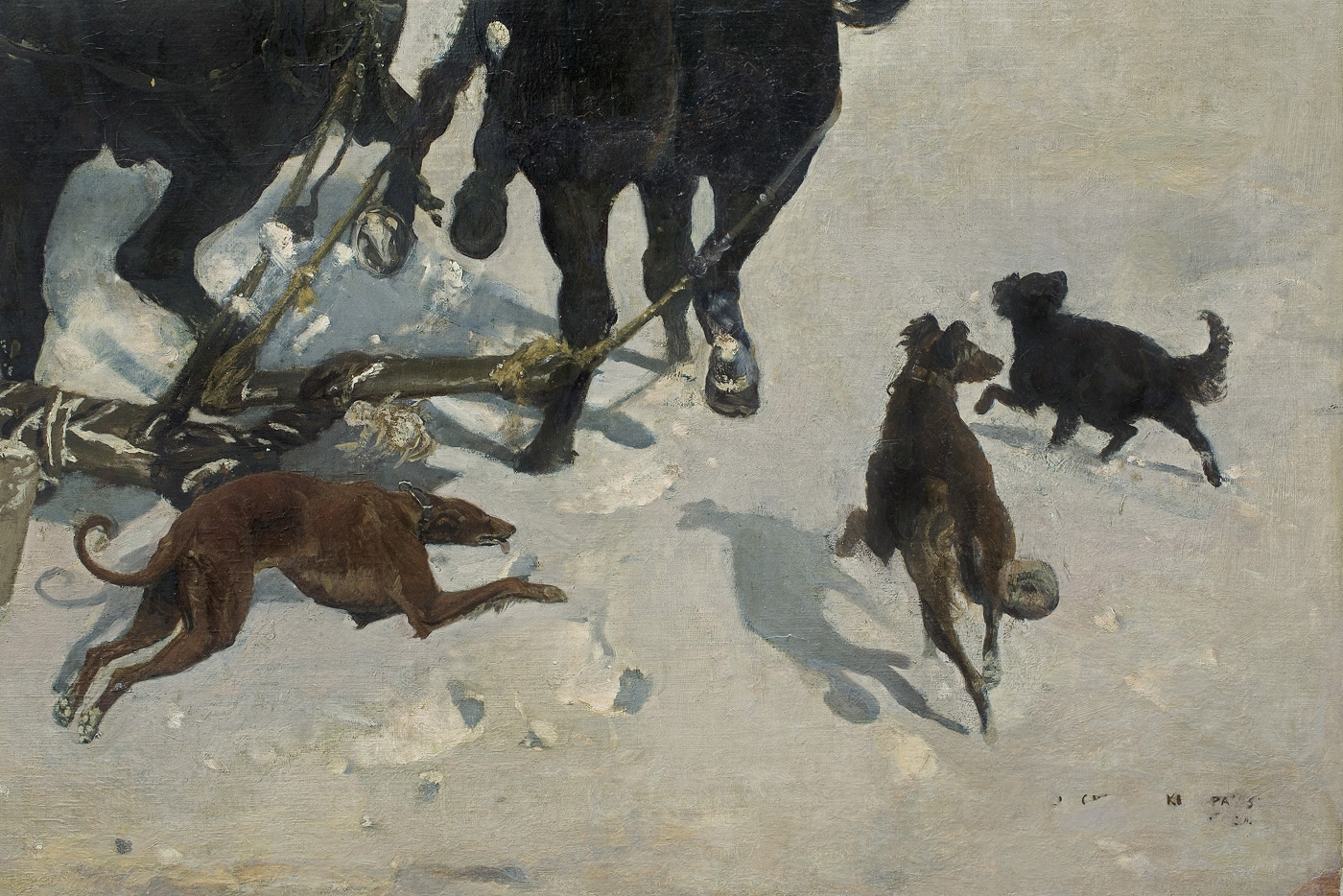
Psy koło sań
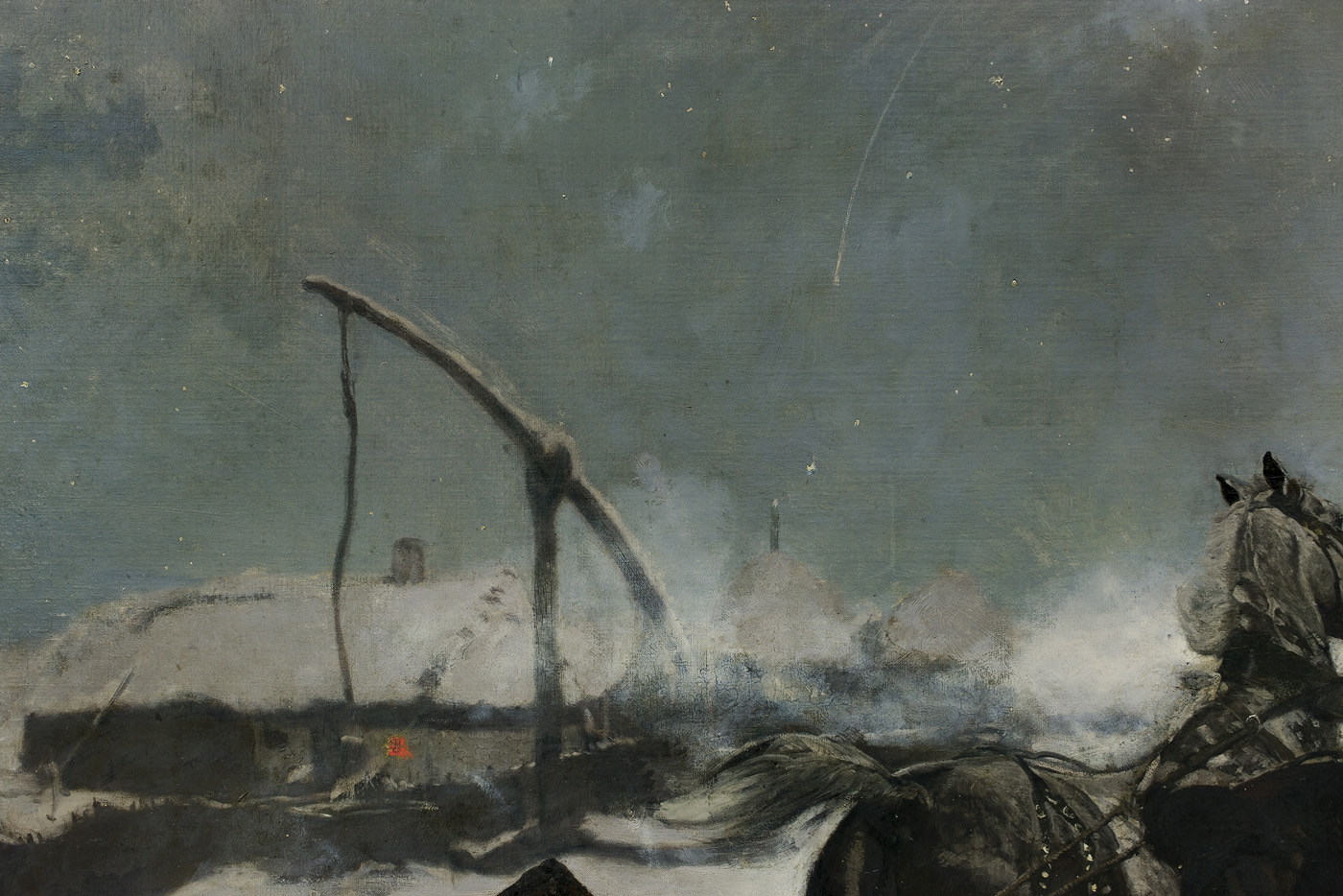
Chata, żuraw studzienny i kłęby pary